# Église indonésienne de Béthanie
L'Église indonésienne de Béthanie (indonésien : Gereja Bethany Indonesia) est une association chrétienne évangélique internationale d'églises charismatiques, présente dans 41 pays. Son siège est situé à Surabaya, Indonésie. Son président est Abraham Alex Tanuseputra.

## Histoire
L'Église est fondée en 2003 à Surabaya par Abraham Alex Tanuseputra. Elle était auparavant une section régionale de Gereja Bethel Indonesia (Église de Dieu (Cleveland)).  En 2012, elle compte 300 églises et 300 000 fidèles en Indonésie ainsi que 40 églises outremer,.

## Croyances
L'association a une confession de foi charismatique .